# Remy O’Brien
Remy O’Brien ist eine US-amerikanische Schauspielerin.

## Leben
O’Brien debütierte 2006 in dem Kurzfilm The Enormous Radio als Filmschauspielerin. Im Folgejahr übernahm sie eine Charakterrolle im Kurzfilm Eugene and the Worm, der am 27. Juli 2007 auf dem Free Range Film Festival uraufgeführt wurde. 2018 übernahm sie eine Rolle im Kurzfilm Freakishly Normal, war aber auch am Drehbuch beteiligt. wurde am 18. November 2018 auf dem Hollywood Fringe Festival in Hollywood, Los Angeles, gezeigt. Im selben Jahr übernahm sie außerdem eine größere Rolle in dem Katastrophenfilm End of the World – Gefahr aus dem All.

## Filmografie (Auswahl)
- 2006: The Enormous Radio (Kurzfilm)
- 2007: Eugene and the Worm (Kurzfilm)
- 2007: This Town
- 2010: Fallen Souls
- 2015: Cost of the Saviors (Kurzfilm)
- 2018: Freakishly Normal (Kurzfilm)
- 2018: End of the World – Gefahr aus dem All (End of the World)
- 2020: Control (Kurzfilm)
- 2021: The Marina (Miniserie, Episode 1x01)
- 2021: Samland
- 2021–2022: Dhar Mann (Miniserie, 9 Episoden, verschiedene Rollen)
- 2022: Uncommon Negotiator (Kurzfilm)
- 2023: Nanny Dearest (Fernsehfilm)
- 2023: How I Learned to Fly
- 2024: Dhar Mann Bonus (Miniserie, 1 Episode)